# Gran Premio de Francia de Motociclismo de 1974
El Gran Premio de Francia de Motociclismo de 1974 fue la primera prueba de la temporada 1974 del Campeonato Mundial de Motociclismo. El Gran Premio se disputó el 21 de abril de 1974 en el Circuito de Charade.

## Resultados 500cc
En la categoría reina, duelo entre Giacomo Agostini y Phil Read. El británico tomó la delantera pero el italiano le relevó en cabeza en la quinta vuelta. El campeón italiano comandó la carrera hasta que una avería en la novena vuelta le obligó a abandonar. Así las cosas, Read ganaba la carrera y un compatriota suyo Barry Sheene quedaba segundo con una Suzuki de cuatro cilindros.
| Pos.    | Piloto               | Moto            | Tiempo       | Pts. |
| ------- | -------------------- | --------------- | ------------ | ---- |
| 1       | Phil Read            | MV Agusta       | 1h 01' 33" 2 | 15   |
| 2       | Barry Sheene         | Suzuki          | +5"          | 12   |
| 3       | Gianfranco Bonera    | MV Agusta       | +11" 5       | 10   |
| 4       | Teuvo Länsivuori     | Yamaha          | +28" 8       | 8    |
| 5       | Michel Rougerie      | Harley-Davidson | +1' 58" 6    | 6    |
| 6       | Billie Nelson        | Yamaha          | +2' 33" 6    | 5    |
| 7       | John Williams        | Yamaha          | +2' 43" 5    | 4    |
| 8       | Chas Mortimer        | Maxton-Yamaha   | +2' 50" 1    | 3    |
| 9       | Ramón Jiménez        | Yamaha          | +2' 51" 1    | 2    |
| 10      | Philippe Gérard      | Yamaha          | +2' 51" 4    | 1    |
| 11      | Olivier Chevallier   | Yamaha          | +2' 51" 9    |      |
| 12      | Jack Findlay         | Suzuki          | +3' 32" 6    |      |
| 13      | Christian Léon       | Kawasaki        | +1 Vuelta    |      |
| 14      | Remy Hirschy         | Harley-Davidson | +1 Vuelta    |      |
| 15      | Bernard Fau          | Yamaha          | +1 Vuelta    |      |
| 16      | Bosse Granath        | Husqvarna       | +1 Vuelta    |      |
| 17      | Jean-Claude Meilland | Yamaha          | +1 Vuelta    |      |
| 18      | Gérard Chamard       | Yamaha          | +1 Vuelta    |      |
| 19      | Walter Kaletsch      | Yamaha          | +4 Vueltas   |      |
| Ret     | Patrick Pons         | Yamaha          | Ret          |      |
| Ret     | Werner Giger         | Yamaha          | Ret          |      |
| Ret     | Bill Henderson       | Yamaha          | Ret          |      |
| Ret     | Giacomo Agostini     | Yamaha          | Ret          |      |
| Ret     | Christian Bourgeois  | Yamaha          | Ret          |      |
| Ret     | Eduardo Celso-Santos | Yamaha          | Ret          |      |
| Ret     | John Dodds           | Yamaha          | Ret          |      |
| Ret     | Paul Smart           | Suzuki          | Ret          |      |
| Ret     | Etienne Delamarre    | Yamaha          | Ret          |      |
| Ret     | Dieter Braun         | Yamaha          | Ret          |      |
| Ret     | André Kaci           | Yamaha          | Ret          |      |
| Ret     | Yvon Duhamel         | Kawasaki        | Ret          |      |
| Ret     | Sven-Olov Gunnarsson | Yamaha          | Ret          |      |
| Ret     | Jean-Paul Boinet     | Yamaha          | Ret          |      |
| Ret     | Rob Bron             | Yamaha          | Ret          |      |
| DNS     | René Guili           | Yamaha          | DNS          |      |
| DNS     | Karl Auer            | Yamaha          | DNS          |      |
| DNS     | Pentti Korhonen      | Yamaha          | DNS          |      |
| DNS     | Paul Eickelberg      | Konig           | DNS          |      |
| Fuente: |                      |                 |              |      |

## Resultados 350cc
En 350 cc, el italiano Giacomo Agostini no dio opción a sus rivales y, a pesar de tener una mala salida, y colocarse en la decimocuarta posición, fue remontando hasta ganar la carrera. Su máximo rival, Phil Read demostró los problemas que tendría las MV Agusta esta temporada en esta categoría y abandonaría en la tercera vuelta.
| Pos. | Piloto               | Moto            | Tiempo       | Pts. |
| ---- | -------------------- | --------------- | ------------ | ---- |
| 1    | Giacomo Agostini     | Yamaha          | 1h 01' 51" 5 | 15   |
| 2    | Teuvo Länsivuori     | Yamaha          | +2" 3        | 12   |
| 3    | Christian Bourgeois  | Yamaha          | +54" 4       | 10   |
| 4    | Patrick Pons         | Yamaha          | +1' 11" 9    | 8    |
| 5    | Michel Rougerie      | Harley-Davidson | +1' 26" 6    | 6    |
| 6    | Bruno Kneubühler     | Yamaha          | +1' 41" 2    | 5    |
| 7    | Ramón Jiménez        | Yamaha          | +1' 52" 7    | 4    |
| 8    | Gérard Debrock       | Yamaha          | +1' 58" 1    | 3    |
| 9    | Billie Nelson        | Yamaha          | +2' 18" 8    | 2    |
| 10   | John Dodds           | Yamaha          | +2' 45" 2    | 1    |
| 11   | Olivier Chevallier   | Yamaha          |              |      |
| 12   | Christian Huguet     | Yamaha          |              |      |
| 13   | Thierry Tchernine    | Yamaha          |              |      |
| 14   | John Williams        | Yamaha          |              |      |
| 15   | Jean-Claude Chemarin | Yamaha          |              |      |
| 16   | Marcel Ankoné        | Yamsel          |              |      |
| 17   | Victor Soussan       | Yamaha          |              |      |
| 18   | Sven Gunnarsson      | Yamaha          |              |      |
| 19   | Karl Auer            | Yamaha          |              |      |
| 20   | Gilles Husson        | Yamaha          |              |      |
| Ret  | Rob Bron             | Yamaha          | Ret          |      |
| Ret  | Dieter Braun         | Yamaha          | Ret          |      |
| Ret  | John Dodds           | Yamaha          | Ret          |      |
| Ret  | Bill Henderson       | Yamaha          | Ret          |      |
| Ret  | Kent Andersson       | Yamaha          | Ret          |      |
| Ret  | Phil Read            | MV Agusta       | Ret          |      |
| Ret  | Jean-Paul Boinet     | Yamaha          | Ret          |      |
| Ret  | Chas Mortimer        | Danfay Yamaha   | Ret          |      |
| Ret  | Patrick Fernandez    | Yamaha          | Ret          |      |
| Ret  | Gérard Choukroun     | Yamaha          | Ret          |      |
| Ret  | Claude Benlhadj      | Yamaha          | Ret          |      |
| DNQ  | Bernard Fau          | Yamaha          | DNQ          |      |
| DNQ  | Ingemar Larsson      | Yamaha          | DNQ          |      |
| DNQ  | Kjell Solberg        | Yamaha          | DNQ          |      |
| DNQ  | Walter Rungg         | Yamaha          | DNQ          |      |
| DNQ  | Tom Herron           | Sonauto-Yamaha  | DNQ          |      |
| DNQ  | János Drapál         | Yamaha          | DNQ          |      |
| DNS  | Frédéric Armardli    | Yamaha          | DNS          |      |
| DNQ  | Austin Hockley       | Yamaha          | DNQ          |      |
| DNQ  | Hubart Rigal         | Yamaha          | DNQ          |      |
| DNQ  | Pentti Korhonen      | Yamaha          | DNQ          |      |
| DNQ  | Rolf Minhoff         | Maico           | DNQ          |      |
| DNQ  | Pekka Nurmi          | Yamaha          | DNQ          |      |
| DNQ  | Rustan Corneliusson  | Yamaha          | DNQ          |      |
| DNQ  | Víctor Palomo        | Yamaha          | DNQ          |      |

## Resultados 125cc
En el cuarto de litro, caída de Ángel Nieto, que le sirvió en bandeja la victoria a las dos Yamaha, conducidas por el sueco Kent Andersson y el suizo Bruno Kneubühler. El italiano Otello Buscherini acabó en tercer lugar.
| Pos. | Piloto             | Moto        | Tiempo    | Pts. |
| ---- | ------------------ | ----------- | --------- | ---- |
| 1    | Kent Andersson     | Yamaha      | 54' 37" 8 | 15   |
| 2    | Bruno Kneubühler   | Yamaha      | +18" 9    | 12   |
| 3    | Otello Buscherini  | Malanca     | +19" 9    | 10   |
| 4    | Thierry Tchernine  | Yamaha      | +2' 13" 5 | 8    |
| 5    | Benjamín Grau      | Derbi       | +2' 25" 6 | 6    |
| 6    | Etienne Delamarre  | Yamaha      | +3' 08" 2 | 5    |
| 7    | Leif Gustafsson    | Maico       | +3' 32" 7 | 4    |
| 8    | Johann Zemsauer    | Rotax       | +1 Vuelta | 3    |
| 9    | Maurice Maingret   | Yamaha      | +1 Vuelta | 2    |
| 10   | Hans Hallberg      | Yamaha      | +1 Vuelta | 1    |
| 11   | Eugenio Lazzarini  | Piovaticci  |           |      |
| 12   | Ingemar Bengtsson  | Delta       |           |      |
| 13   | Rudolf Weiß        | Maico       |           |      |
| 14   | Xaver Tschannen    | Maico       |           |      |
| 15   | Ernst Fagerer      | Maico       |           |      |
| 16   | Peter Frohnmeyer   | Maico       |           |      |
| 17   | René Lambert       | Yamaha      |           |      |
| 18   | Matii Kinnunen     | Maico       |           |      |
| 19   | Jacky Hutteau      | Yamaha      |           |      |
| 20   | Gérard Caron       | Maico       |           |      |
| 21   | Eric Offenstadt    | Motobécane  |           |      |
| Ret  | Ángel Nieto        | Derbi       | Ret       |      |
| Ret  | Henk van Kessel    | Bridgestone | Ret       |      |
| Ret  | André Bras         | Yamaha      | Ret       |      |
| Ret  | Rolf Minhoff       | Yamaha      | Ret       |      |
| Ret  | Horst Seel         | Maico       | Ret       |      |
| Ret  | Patrick Fernandez  | Yamaha      | Ret       |      |
| DNQ  | Thierry Binoche    | Yamaha      | DNQ       |      |
| DNQ  | Benjamin Laurent   | Yamaha      | DNQ       |      |
| DNQ  | Guy Godfroy        | SCRAB       | DNQ       |      |
| DNQ  | Jean-Jacques Albou | Yamaha      | DNQ       |      |
| DNQ  | Joël Guilet        | Yamaha      | DNQ       |      |
| DNQ  | Thierry Noblesse   | Yamaha      | DNQ       |      |
| DNQ  | Lennart Lundgren   | Maico       | DNQ       |      |

## Resultados 50cc
En ausencia de Derbi y del retiro del campeón de 1973, Jan de Vries, la victoria fue para el holandés Henk van Kessel que se impuso con comodidad como lo haría a lo largo de la temporada en esta categoría.
| Pos. | Piloto               | Moto              | Tiempo    | Pts. |
| ---- | -------------------- | ----------------- | --------- | ---- |
| 1    | Henk van Kessel      | Van Veen-Kreidler | 34' 42" 1 | 15   |
| 2    | Rudolf Kunz          | Kreidler          | +28" 4    | 12   |
| 3    | Otello Buscherini    | Malanca           | +32" 6    | 10   |
| 4    | Herbert Rittberger   | Kreidler          | +41" 6    | 8    |
| 5    | Wolfgang Gedlich     | Kreidler          | +57" 4    | 6    |
| 6    | Ulrich Graf          | Kreidler          | +1' 25" 0 | 5    |
| 7    | Stefan Dörflinger    | Kreidler          | +1' 38" 2 | 4    |
| 8    | Nico Polane          | Roton             | +2' 16" 6 | 3    |
| 9    | Günter Schirnhofer   | Kreidler          | +2' 33" 2 | 2    |
| 10   | Jan Bruins           | Jamathi           | +2' 35" 5 | 1    |
| 11   | Wilhelm Werner       | Kreidler          |           |      |
| 12   | Rolf Blatter         | Kreidler          |           |      |
| 13   | Pentti Salonen       | Puch              |           |      |
| 14   | Ingemar Bengtsson    | Delta             |           |      |
| 15   | Kasimir Rapcynski    | Kreidler          |           |      |
| 16   | Pierre Audry         | ABF               |           |      |
| 17   | Joaquim Galí         | Derbi             |           |      |
| 18   | Lennart Lundgren     | Suzuki            |           |      |
| 19   | Wolfgang Golembeck   | Kreidler          |           |      |
| 20   | Boris Bajc           | Kreidler          |           |      |
| 21   | Günter Maussner      | Kreidler          |           |      |
| DNQ  | Julien van Zeebroeck | Kreidler          | DNQ       |      |
| DNQ  | Guy Godfroy          | SCRAB             | DNQ       |      |